# ۱۰ دلاور سانادا (فیلم)
۱۰ دلاور سانادا (به ژاپنی: 真田十勇士 Jūyūshi) فیلمی ژاپنی در سبک جیدایگکی و اکشن به کارگردانی یوکیهیکو تسوتسومی است که در سال ۲۰۱۶ منتشر شد.

## بازیگران
- ناکامورا کانکورو ششم در نقش ساروتوبی ساسوکه
- توری ماتسوزاکا در نقش کیریگاکوره سایزو